# 並木 (我孫子市)
並木（なみき）は、千葉県我孫子市の町丁。現行行政地名は並木五丁目から並木九丁目。郵便番号270-1165。

## 地理
JR我孫子駅北口から東へ500m〜1000mにある閑静な住宅街。
北はつくし野、東は我孫子、南は栄、寿、南西は本町、西は我孫子に隣接している。
比較的駅に近く、平穏で閑静な住宅街である。防犯防災活動にも積極的な地域で、事件事故などは少ない。
高齢化が進む一方で、新しい住宅地開発も進んでおり、今後活性化する地域である。
利根川や手賀沼が近いものの、高台に位置する並木五丁目から七丁目までは水害の心配はない。

## 歴史
近くに我孫子城址がある。電研敷地内または温野菜、牛角、旧ケンタッキー〔元我孫子ドライブイン〕の位置であるが、城址の碑などはない。

## 世帯数と人口
2017年（平成29年）4月1日現在の世帯数と人口は以下の通りである。
| 丁目       | 世帯数    | 人口    |
| ---------- | --------- | ------- |
| 並木五丁目 | 438世帯   | 977人   |
| 並木六丁目 | 491世帯   | 1,186人 |
| 並木七丁目 | 359世帯   | 820人   |
| 並木八丁目 | 316世帯   | 715人   |
| 並木九丁目 | 314世帯   | 746人   |
| 計         | 1,918世帯 | 4,444人 |

## 小・中学校の学区
市立小・中学校に通う場合、学区は以下の通りとなる。
| 丁目       | 番地 | 小学校               | 中学校                 |
| ---------- | ---- | -------------------- | ---------------------- |
| 並木五丁目 | 全域 | 我孫子市立並木小学校 | 我孫子市立白山中学校   |
| 並木六丁目 | 全域 | 我孫子市立並木小学校 | 我孫子市立白山中学校   |
| 並木七丁目 | 全域 | 我孫子市立並木小学校 | 我孫子市立白山中学校   |
| 並木八丁目 | 全域 | 我孫子市立並木小学校 | 我孫子市立我孫子中学校 |
| 並木九丁目 | 全域 | 我孫子市立並木小学校 | 我孫子市立我孫子中学校 |

並木小学校は、学年2〜3クラスと少人数なので先生児童の距離感が近く、アットホーム。児童同士もイジメなど無く、家族のような学校運営。
白山中学校は、学年7〜8クラスと我孫子市でも比較的大きな学校。
部活動では、開校以来 駅伝部、吹奏楽部が全国大会レベルで活躍している強豪校。
我孫子市内では珍しく比較的駅から徒歩圏内

## 施設

### 五丁目
- 並木保育園  2017年現在廃園

### 六丁目
- 並木七丁目自治会集会所
- 並木ヤマボウシ公園

### 七丁目
- 並木自治会集会所
- 並木3号公園
- 並木4号公園

### 八丁目
- 並木八自治会集会所
- 並木1号公園
- 並木2号公園

### 九丁目
- 並木九丁目自治会集会所

## 交通

### 道路
- 国道
  - 国道6号

JR常磐線 我孫子駅北口 徒歩5分〜10分
8丁目以降は15分以上